# Sơn dương đỏ
Sơn dương đỏ (danh pháp hai phần: Capricornis rubidus) là một loài động vật có vú trong họ Bovidae, bộ Artiodactyla. Đây là loài đang đứng bên bờ vực của sự tuyệt chủng, phân bố ở phía Bắc Myanmar  và đông bắc của Ấn Độ (phía nam của sông Brahmaputra). Chúng đã từng được coi là một phân loài của sơn dương Sumatra.

## Phân bố và môi trường sống
Sơn dương đỏ được tìm thấy trong các khu rừng nhiệt đới vùng đồi núi ở đông bắc Ấn Độ (phía nam của sông Brahmaputra), Bangladesh (phía đông của sông Jumuna), và phía bắc Miến Điện. Ở Ấn Độ và Bangladesh người ta có thể bị nhầm lẫn chúng với loài sơn dương Himalaya (Capricornis thar).

## Mô tả
Loài sơn dương này có chiều dài cơ thể khoảng 140–155 cm, cao từ 85–95 cm và nặng 110–160 kg. Sơn dương đỏ có một bộ lông đặc biệt màu nâu đỏ. Trên lưng của chúng có một vằn đen chạy dọc sống lưng từ phần vai tới tận đuôi. Phần đầu cổ có lông bờm, có thể dựng lên khi bị kích động. Phần cổ họng lại có phần lông màu trắng như một chiếc yếm. Sơn dương đỏ có mắt to đen, đôi tai dài nhọn hình nón trong khi cặp sừng cong và dài 15–25 cm được tìm thấy ở cả con đực và cái (con cái thường có cặp sừng dài hơn). Đuôi của chúng ngắn, chỉ dài tư 8–15 cm.
Cũng giống như nhiều loài sơn dương khác, chúng hoạt động về ban ngày, nhất là vào sáng sớm và chiều muộn. Chúng sống trong những hang động và vách đá. Khi cảnh báo đối thủ, sơn dương đỏ phát ra âm thanh kêu như còi hoặc một cái khịt mũi. Sơn dương đỏ sống đơn độc hoặc thành từng nhóm nhỏ tư 2-5 cá thể.
Thức ăn của chúng bao gồm cỏ và lá cây.
Mối đe dọa tới chúng bao gồm báo hoa, đại bàng nhưng trên hết là mối đe dọa từ tình trạng mất nơi sống và săn bắt của con ngươi khiến chúng đang đứng bên bờ vực tuyệt chủng. Hiện nay, người ta không ước tính được số lượng hiện có của chúng.